# Callonotacris lophophora
Callonotacris lophophora är en insektsart som beskrevs av Rehn, J.A.G. 1909. Callonotacris lophophora ingår i släktet Callonotacris och familjen Romaleidae. Inga underarter finns listade i Catalogue of Life.